# Hisham Fouad Greiss
Hisham Fouad Greiss (en arabe : هشام فؤاد جريس) est un athlète égyptien, spécialiste du lancer du marteau. 

## Biographie
Il remporte la médaille de bronze du lancer du marteau lors des premiers championnats d'Afrique, en 1979 à Dakar au Sénégal, avec la marque de 49,10 m, puis la médaille d'or lors des deuxièmes championnats d'Afrique, en 1982 au Caire en Égypte, avec la marque de 60,64 m.
Il est sacré champion d'Égypte du lancer du marteau en 1981 et 1982.

### Palmarès
| Date | Compétition            | Lieu     | Résultat | Performance |
| ---- | ---------------------- | -------- | -------- | ----------- |
| 1979 | Championnats d'Afrique | Dakar    | 3e       | 49,10 m     |
| 1982 | Championnats d'Afrique | Le Caire | 1er      | 60,64 m     |